# Купол Духів
Купол Духів (Куббат Аль-Арвах) — мусульманська меморіальна культова споруда XVII століття (османська епоха) комплексу Храмової гори (Аль-Харам Еш-Шаріф) у Єрусалимі. Зведена безпосередньо на материнській скельній породі, яка виступає там на поверхню. За легендою, на цьому місці збираються для молитви душі померлих.
На думку ряду дослідників, саме на місці купола Духів знаходилася Свята Святих Соломонового і Другого Храмів.